# Stade Paul-Lignon
Stade Paul-Lignon este un stadion de fotbal din Rodez, Franța. Este stadionul pe care joacă meciurile de pe teren propriu clubul de fotbal Rodez AF. Stadionul are o capacitate de 5.955 de locuri și a fost deschis în timpul celui de-al Doilea Război Mondial.
La 20 decembrie 2018, au fost făcute planuri pentru a crește capacitatea stadionului la 9.000 de locuri și pentru a moderniza instalațiile până la sfârșitul anului 2021 sau 2022. Se intenționa respectarea standardelor FFF și LFP, clubul Rodez AF pregătindu-se atunci pentru promovarea în Ligue 2 profesionistă.